# Рифовая обиспа
Рифовая обиспа (лат. Pareques acuminatus) — вид рыб из семейства горбылёвых (Sciaenidae). Едва достигает длины 25 см. Распространена на севере Бразилии и у Бермудских островов. Не является объектом рыболовства.

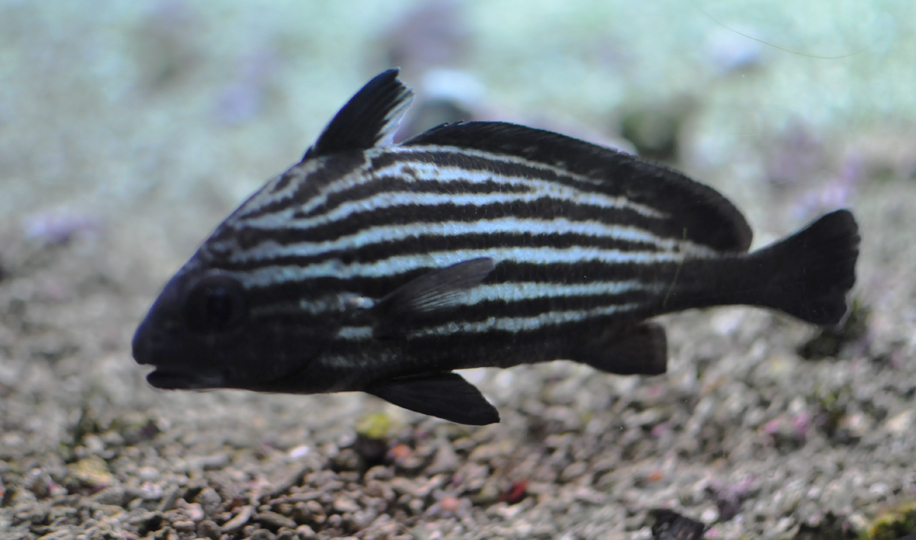